# Franz Michael Reiffenstuel
Franz Michael Reiffenstuel (* 31. März 1804 in München; † 1. Juli 1871 ebenda) war ein deutscher Zimmerermeister, Baumeister und Hofschreiner.

## Leben
Franz Michael gehört zur Familie Reiffenstuel. Er traf 1833 mit Friedrich von Gärtner und König Ludwig I. zusammen; Gärtner ließ ihm viele Bauaufträge zukommen. Er war an 600 Bauten und Zimmererarbeiten beteiligt. Seine Zimmerei lag an der alten Baumstraße 3 am Besenbach/Pesenbach in der Isarvorstadt. 
Franz Reiffenstuel starb 1871 im Alter von 67 Jahren in München.

## Grabstätte

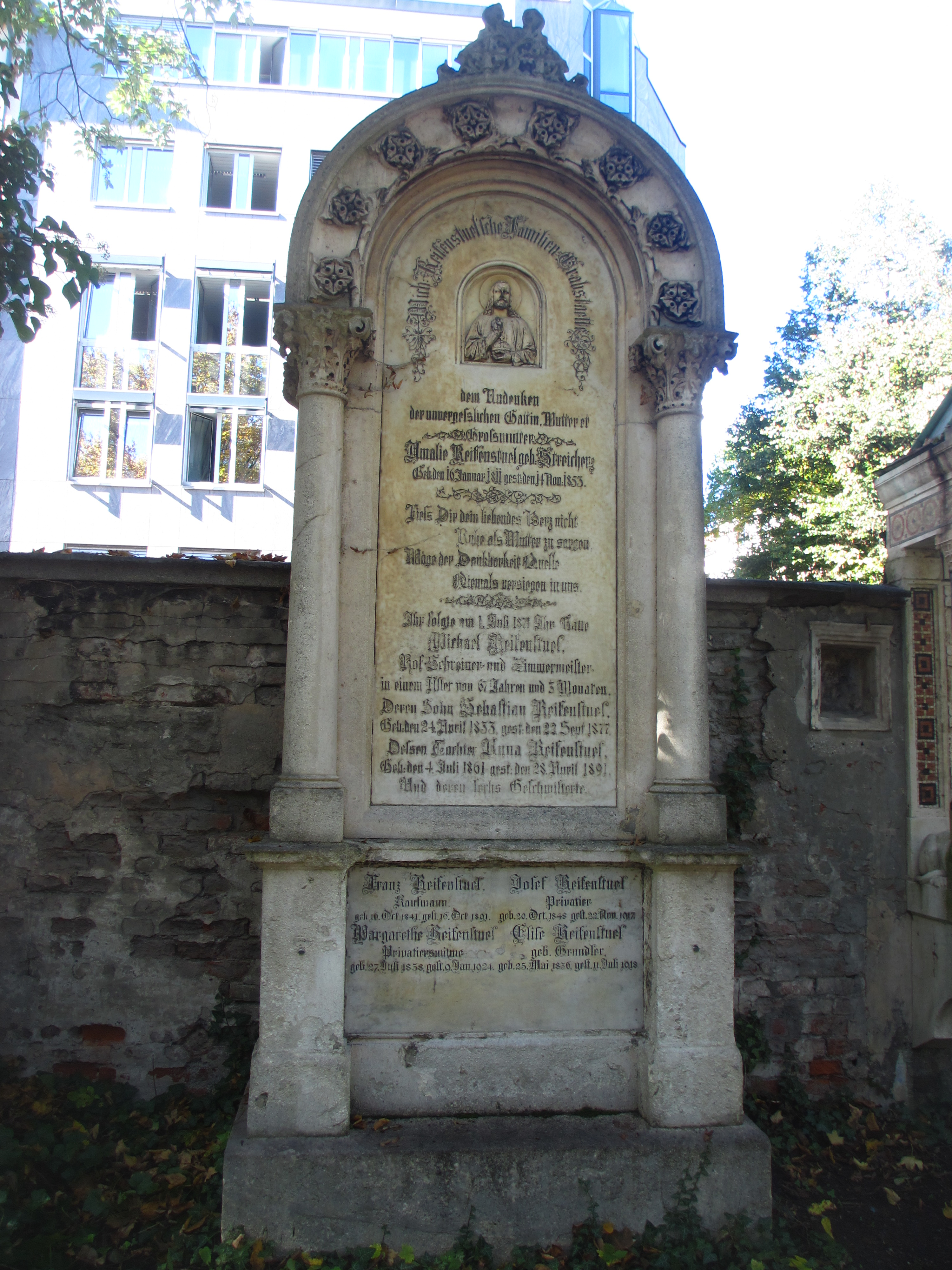
Grab von Franz Reiffenstuel auf dem Alten Südlichen Friedhof in München

Die Grabstätte von Franz Reiffenstuel befindet sich auf dem Alten Südlichen Friedhof in München (Mauer Rechts Platz 36/37 bei Gräberfeld 2) Standort. Das Grabmal geht auf einen eigenen Entwurf Reiffenstuels zurück.

## Bauwerke

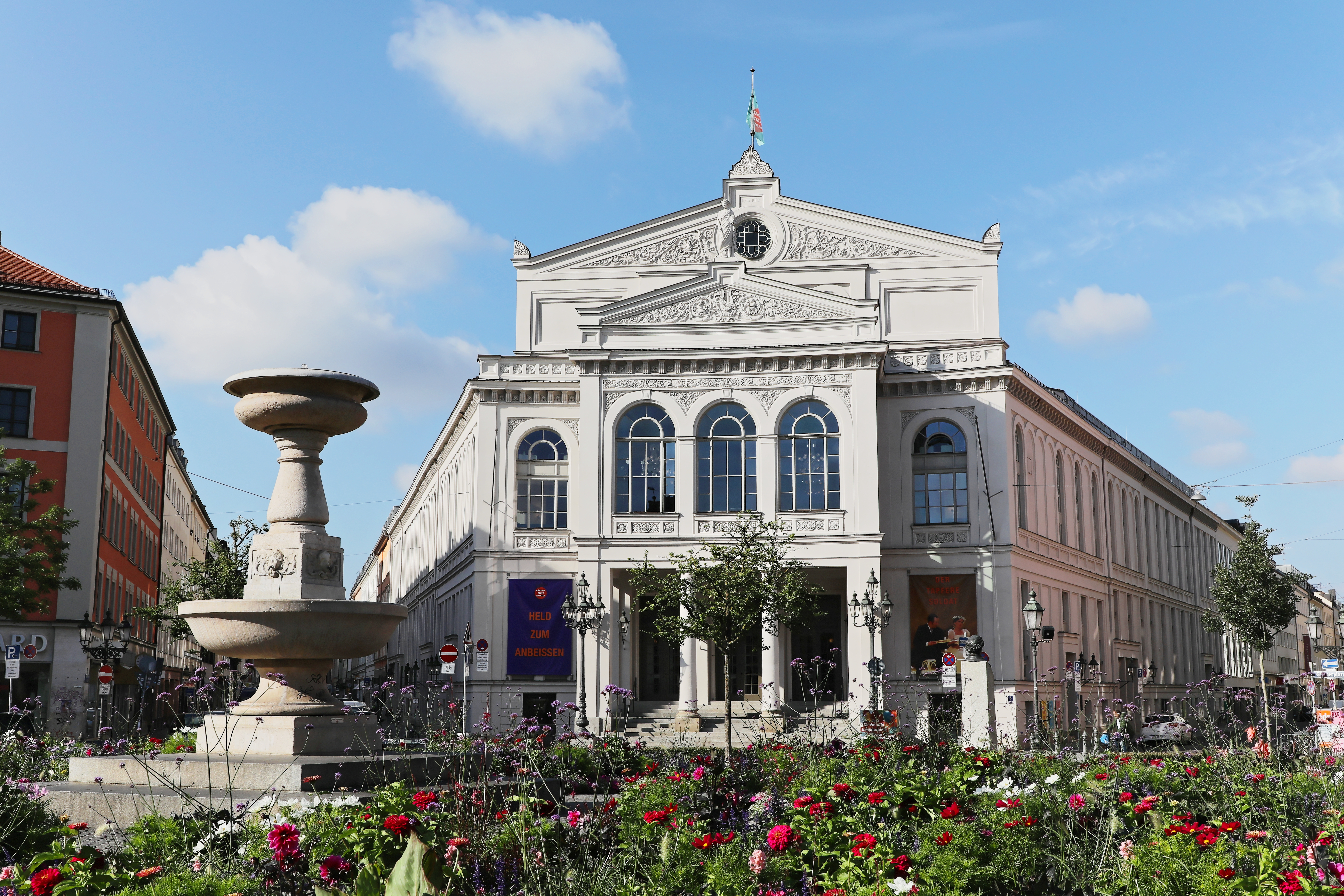
Staatstheater am Gärtnerplatz

- Staatstheater am Gärtnerplatz1833–1835: Blindeninstitut, Ecke Schellingstraße - Ludwigstraße Nach Plänen Friedrich von Gärtners.
- 1835–1836: Neu- und Umbau des königlichen Postgebäudes am Max-Joseph-Platz. Nach Plänen von Leo von Klenze.
- 1839: Das Gebäude der Bergwerks- und Salinen-Administration gegenüber der Ludwigskirche, rechte Seite. Nach Plänen Gärtners.
- 1841: Neubau des Brunnhauses im Englischen Garten
- 1842–1843. Die zweite Reichenbachbrücke, bis ca. 1903 erhalten. Nach Plänen von Karl Muffat.
- 1844: Großes Holzgerüst zur Renovierung des Innenraums der Heilig-Geist-Kirche
- 1845: Die Arkaden des neuen Gottesackers des Südfriedhofs. Nach Plänen Gärtners. Nach dem 2. Weltkrieg durch, Hans Döllgast erneuert.
- vor 1860. Der alte Sommerkeller für die Löwenbräu, ehedem an der Nymphenburger Straße 5
- vor 1860: Die Gebäude des Leistbräu
- 1864–1865: Das Aktientheater, Staatstheater am Gärtnerplatz.[5][6] Reiffenstuel zählte zum Komitee der am 10. Mai 1864 gegründeten Aktiengesellschaft zur Errichtung eines neuen Volkstheaters in München. Das Grundkapital belief sich auf 600.000 Gulden.
- Grabmal Familie Reiffenstuel[1]